# Козлова (Курганская область)
Козлова — деревня в Белозерском районе Курганской области. Входит в состав Камаганского сельсовета.

## История
До 1917 года входила в состав Тебенякской волости Курганского уезда Тобольской губернии. По данным на 1926 год село Козлово состояло из 77 хозяйств. В административном отношении являлась центром Козловского сельсовета Чашинского района Курганского округа Уральской области.

## Население
| 1912 | 1926 | 1989 | 2002 | 2010 |
| ---- | ---- | ---- | ---- | ---- |
| 306  | ↗344 | ↘37  | ↘25  | ↘0   |

По данным переписи 1926 года в селе проживало 344 человека (164 мужчины и 180 женщин), в том числе: русские составляли 100 % населения.